# Танзанија на Светском првенству у атлетици у дворани 2022.
Танзанија је учествовала на 18. Светском првенству у атлетици у дворани 2022. одржаном у Београду од 18. до 20. марта једанаести пут. Репрезентацију Танзаније представљала је једна атлетичарка, која се такмичила у трци на 60 метара.,
На овом првенству такмичарка Танзаније није освојила ниједну медаљу али је оборила лични рекорд.

## Учесници
Жене:
- Винфрида Макењи — 60 м

## Резултати

### Жене
| Атлетичарка     | Дисциплина | Лични рекорд | Квалификације | Квалификације | Полуфинале            | Полуфинале            | Финале                | Финале       | Детаљи |
| Атлетичарка     | Дисциплина | Лични рекорд | Резултат      | Место         | Резултат              | Место                 | Резултат              | Место        | Детаљи |
| --------------- | ---------- | ------------ | ------------- | ------------- | --------------------- | --------------------- | --------------------- | ------------ | ------ |
| Винфрида Макењи | 60 м       |              | 7,71(.710) ЛР | 8. у гр. 1    | Није се квалификовала | Није се квалификовала | Није се квалификовала | 45 / 46 (47) |        |